# Günter Liesegang
Dietfried Günter Liesegang (* 1942) ist emeritierter Professor für Betriebswirtschaftslehre am Alfred-Weber-Institut der Ruprecht-Karls-Universität Heidelberg. 

## Leben
Liesegang studierte Mathematik und Physik in Köln und Paris. Danach hatte er einen Lehrstuhl für Betriebswirtschaftslehre in Heidelberg inne. Dort war er Begründer und Vorstand des Instituts für Umweltwirtschaftsanalysen (IUWA). Weiter war er Schriftführer der ökologisch-orientierten betriebswirtschaftlichen Zeitschrift UmweltWirtschaftsForum (Springer-Verlag). Seine Forschungsschwerpunkte waren umweltorientierte Unternehmensführung, Produktionswirtschaft, Operations Research und strategische Unternehmensplanung. 2007 folgte seine Emeritierung.

## Auszeichnungen
- B.A.U.M. Umweltpreis 2000